# 活字離れ
活字離れ（かつじばなれ）とは、識字率が高い国や地域において、特に新聞や書籍など紙に印刷された文字媒体の利用率が低下することをいう。

## 概要
一般に識字率（文字を読み書きする能力を有する者の全体に対する割合）が上昇すると、活字媒体の利用率も上昇する。しかし、識字率が非常に高い値を維持し続けている国や地域においては、インターネットなど他メディアの躍進などによって書籍や新聞などの活字媒体の利用率がある程度低下する場合があり、この現象を「活字離れ」という。
活字離れは、教育者や保護者が学生をはじめとする若者について、あるいは識者らが社会全般の傾向として、言語能力の低下、勉学意欲の減退など、知的水準が落ちていると主張するとき、その原因として挙げられることが多い。また「出版不況」の原因ともいわれる。活字離れはしばしば社会問題のひとつとされ、活字媒体を好まない者を否定的に断じるとともに、そのような者をいかに減らすかが話題となる。
ただし、「活字離れ」を議論するときに、インターネットは巨大な活字媒体であるという視点からの発言は少ない。インターネット上での情報伝達の多くは（YouTubeなどの動画を除けば）活字である。
また、「活字を読む側」だけだった立場から、作家や編集者、ライターと同様の立場で「活字を発信する側」に立つ人が、ブログやEメールといった「デジタル活字」の出現によって格段に増えたのは、活字を通じた多様な文化形成に貢献しているといえる。その一方で、「活字」=「文字媒体」としたときに、紙媒体に載っている文字だけが「活字」だとするならば、「活字離れ」の議論も「（新聞・書籍などに限定された）狭義の活字論争」と言わざるを得ないという意見もある。

## 活字離れの実情

### メディア接触時間調査
現代の先進国では様々なメディアが大衆に情報を提供している。活字離れでは他メディアの隆盛による活字メディアの衰退という意見もあり、他メディアの消費動向と活字メディアの消費動向の比較がしばしば行われている。
アメリカの市場調査会社GfK NOPの調査によると、本と新聞、雑誌など活字媒体を読む時間は、調査対象30か国の平均が週6.5時間であった。活字媒体を読む時間の上位5か国は順にインド（週10.7時間）、タイ（9.4）、中国（8）、フィリピン（7.6）、エジプト（7.5）であり、下位5か国は順に韓国（3.1）、日本（4.1）、台湾（5）、ブラジル（5.2）、イギリス（5.3）となっている。
同調査ではテレビ視聴時間、ラジオ聴取時間、インターネット利用時間も同時に調べているが、活字媒体と明らかに競合しているメディアは存在しない。読書時間下位の台湾とはテレビ視聴時間の上位国でもある。日本と韓国はラジオ聴取時間の26位、29位となっている。
ただし、これらの比較では「平均値」同士を比較している面もあり、特にその内容に踏み込んでのデータ比較は困難である。以上のデータを見るだけでも、メディア間の接触時間比較では、あまり相関性がみられない。

## 日本
日本新聞協会経営業務部の調査によると、日本国内の新聞発行部数は1990年代（平成2年 - 平成11年）にピークを迎え、1999年（平成11年）と2009年（平成21年）で朝夕セットで比較すると漸減している。
書籍・雑誌の販売部数もまた1990年代（平成2年-平成11年）にピークを迎え、約10年間、販売部数も販売総額も減少傾向にある。ただし、2004年（平成16年）の書籍販売は8年ぶりの増加となるなど下げ止まりのきざしはある。
こうした状況下において、日本では読書量に関するいくつかの調査が継続して行われている。
ただし若年層は新聞でなく、無料媒体を使うので「活字離れは正しくない」という調査もある。

### 読書離れと年齢層
1980年（昭和55年）より年1回行われている読売新聞の読書週間世論調査によると、1990年代（平成2年-平成11年）後半以降、月に1 - 3冊読んだ人を1冊も読まなかった人が上回るようになり、無読率は50%前後を推移している。とくに50代以上の各年齢層では過半数が読書をしていない。
一方、20代の読書離れも指摘されている。学生層の読書量減少は顕著で、1985年（昭和60年）に1割だった無読率は2005年（平成17年）には4割弱へ増加し、また月4冊以上読んだ学生は4割から2割へ減ったという。一方、後述する全国学校図書館協議会では、青少年層向けの活字媒体（ライトノベルや良質な児童文学・ベストセラー小説）の流行により若者の活字媒体への関心は増加し、読書量も増大していると見ており、読売新聞の調査とは相反している。
1947年（昭和22年）に始まった毎日新聞の読書世論調査によれば、2002年（平成14年）に調査開始以来最高となる59%の書籍読書率を記録し、雑誌読書率も84%に達した。なお2003年（平成15年）の調査では雑誌読書率が急落している。

### 子供の読書離れ
社団法人の全国学校図書館協議会は毎日新聞と共同で、1968年（昭和43年）より毎年1回、「5月中に読んだ本の冊数」という調査を行っている。
高校生の調査結果を見ると、1970年代（昭和45年 - 昭和54年）の平均4.5冊から1980年代（昭和55年 - 平成元年）に上昇し、平均7.4冊（1984年（昭和59年）と1988年（昭和63年））まで達した。1990年代（平成2年 - 平成11年）には低下傾向となったが、2000年代（平成12年 - 平成21年）に入って急上昇し、波はあるものの2003年（平成15年）には平均8冊、2004年（平成16年）にも7.7冊という高水準を記録した。
小学校・中学校の児童・生徒の調査結果は長らく平均1 - 3冊の水準（小学生で1.5冊未満、中学生で2冊前後）だったが、2000年代（平成12年 - 平成21年）になると高校生と同じく急上昇し、2004年（平成16年）調査では小学生で1.8冊、中学生で3.3冊という調査開始以来の高水準に達した。
逆に「5月中、全く本を読まなかった」いわゆる無読率は高年齢層ほど高く、1980年代（昭和55年 - 平成元年）後半から1990年代（平成2年 - 平成11年）にかけては、高校生の約60%、中学生の約50%、小学生の約15%であった。しかし2004年（平成16年）調査での無読率は高校生42.6%、中学生18.8%、小学生7%と減少している。
学生の読書量が増加した理由については、一部の学校で読書の時間を設けられていることが挙げられる。

### 読書離れ
出版産業がピークアウトした1990年代半ばより、読書離れは大きな社会問題としてクローズアップされるようになった。
読書離れを「日本語の乱れ」や「考える力の減退」といった様々な他の現象と関連付ける言論が目立つ。「活字離れは若者の問題」という意識も強い。大学生の読書率・読書量の低下は進学率の高まりと入試の緩和が原因ともいわれるが、評論家や大学教員など知的エリート層を中心に初等・中等教育の劣化や学習意欲の衰退などの表れとする声が上がった。子どもの読書に高い教育効果を見込む保護者が多いこともあり、読書離れの解消を小中学校・高校の教育に期待する世論が形成された。その結果「朝の読書」運動などが広まり、50代以上の世代の無読率が高止まりする一方、小学生の読書量は2000年代に過去最高となった。
総務省統計局の社会生活基本調査によると、「趣味としての読書」の行動者率は1986年（昭和61年）以降40%前後で推移しているが、1年あたりの平均行動日数は1986年（昭和61年）の103日から2001年（平成13年）の85日へ次第に減少している（高齢化の進展により無読率の高い高齢者層が増加した影響も含む）。インターネット利用の普及などが活字離れにつながったというアンケート調査結果も出ている。これらの調査結果は「読書意欲はあるが、読みたい本が減った」という広汎に支持される意見を裏付けている。
このように、子どもに本を読ませたいという観点から学校や図書館などの公共機関に、自分が読みたくなる本が増えてほしいという観点から、出版社に一層の努力を求めるコンセンサスが形成されている。また公共図書館においても、開館時間の延長・貸出点数の増加・駅前への配本所および返却ポストの設置・WebOPACからの資料予約・近隣自治体との相互利用・分館および数万冊程度所蔵の公民館図書室（分室）を設置するなど利便性向上のための試みや、ブックスタート・おはなし会・ぬいぐるみお泊り会・映画会・本の福袋・ヤングアダルトコーナー設置といった、乳幼児〜ティーンズ層へ向けたサービスを実施するなどし、生涯にわたる利用者確保に努めている。

#### 出版業界の対応
日本の出版業界における「活字離れへの対応」は、書籍の軽薄短小化という数十年来の流れの中に位置づけられる。気軽に手に取ってもらえるよう、新書など薄く小さく安いパッケージの比率を高め、文庫も増やしてきた。版面の改善も進められ、高齢者や若い読者にアピールする読みやすく大きな文字の使用、1ページあたり行数・文字数の抑制、といった工夫は常識となりつつある。ロングセラーの書籍を改版して文字を大きくする、海外作品の古典の翻訳をわかりやすい訳文に改める、などの作業も続けられている。
また書籍への関心の経路を増やすため、コミカライズによって漫画読者層にアピールしたり、書籍の映像化や映像作品の小説化など、様々なメディアミックス展開が行われている。こうした大きな需要を掘り起こす試みに加え、小さな需要に応えていく試みとしてオンデマンド出版や電子書籍などITを活用したインターネット経由の通信販売が普及しつつある。現在、電子書籍の大半は漫画作品だが、活字の書籍も着実に増えている。
その他、読書を支援する環境が充実しつつある例として、絶版問題に対応して、世界最大の古書店街としても知られる神田神保町が共同で運営する古書専門販売サイト、復刊を推進するサイトの登場などが挙げられる。

### 新聞離れ
新聞の発行部数は1997年（平成9年）にピークアウトした後、減少している。新聞購読者の高齢化が進展しつつあり、新聞社にとって将来が危ぶまれるようになった。若者層の新聞を読まないとした理由として、料金がかかるから（62.6%）、読むのに時間がかかるから（37.9%）、他のメディアからの情報で足りるから（24.5%）となっている。
ただし、インターネットにおける文字情報主体のニュース記事読者数は紙媒体の新聞購読者の減少数を大きく上回っているため、活字離れという文脈で話題になることは少ない。また、日本新聞協会の調査によると、新聞を「大いに信頼できる」「だいたい信頼できる」と答えたのは、50歳代で92%、20歳代で83%である。また、こたつ記事の乱立により、インターネット上のニュースでは本来知りたい情報やニュースが入手できないことを理由として、敢えて新聞を購読する者もいる。インターネットは書籍と同等の長文記事を読むには不適な媒体とみなされているが、新聞記事のような短文ならばむしろ情報消費者の利便性を増進すると考えられており、紙媒体の凋落は新聞社の経営問題に過ぎず、社会的な影響は大きくないという見方が強い。

#### 新聞業界の対応
有料記事の需要落ち込みに対応し、広告モデルを全面的に採用したフリーペーパーや無料ウェブサイトによる生き残りを模索する一方、解説の充実などコンテンツの充実による有料紙媒体存続や有料会員制サイトの方向性も目指している。

## 中国
中国の識字率は1980年代には8割未満だったが、2000年代に入って90%を突破した。しかし中国出版科学研究所の調査によれば、逆に識字者の読書離れが進み、1999年調査では60.4%だった読書率が、2006年の調査では48.7%へ低下した。
同研究所は、生活の変化に伴って読書をする時間が減ったことや、新しいメディアの普及に伴い、そちらに人が流れている他、旧来の学術書や教養を扱った書籍よりも、実用書や功利的なハウツー本の需要が増える傾向を指摘している。